# Comuna Șceaslîva, Lîpoveț
Șceaslîva (în ucraineană Щаслива) este o comună în raionul Lîpoveț, regiunea Vinnița, Ucraina, formată din satele Bilozerivka, Korolivka și Șceaslîva (reședința).

## Demografie
Componența lingvistică a satului Șceaslîva
     Ucraineană (98,15%)
     Rusă (1,61%)
Conform recensământului din 2001, majoritatea populației satului Șceaslîva era vorbitoare de ucraineană (98,15%), existând în minoritate și vorbitori de rusă (1,61%).